# Iwan Lisutin
Iwan Siergiejewicz Lisutin (ros. Иван Сергеевич Лисутин; ur. 23 lutego 1987 w Tiumeni) – rosyjski hokeista, trener.

## Kariera
- Gazowik Uniwer (2004-2006)
- Gazowik-Start Jałutorowsk (2005)
- Mietałłurg Sierow (2006-2007)
- Fakieł Lesnoj (2007)
- Gazowik-SibGUFK (2007)
- Gazowik Tiumeń (2007-2008)
- Awtomobilist Jekaterynburg (2008-2011)
- Mietałłurg Magnitogorsk (2011-2012)
- Witiaź Podolsk (2013-2015)
- Torpedo Niżny Nowogród (2015)
- Nieftiechimik Niżniekamsk (2015-2016)
- Awtomobilist Jekaterynburg (2016-2017)
- Torpedo Niżny Nowogród (2017-2018)
- KHL Medveščak Zagrzeb (2018)
- HC 05 Banská Bystrica (2019)
- Mołot-Prikamje Perm (2019-2020)

Wychowanek Gazowika Tiumeń. Od czerwca 2012 zawodnik klubu Witiaź, wpierw w Czechowie, od 2013 przeniesionego do Podolska. W połowie 2013 przedłużył kontrakt o rok, a w styczniu 2014 o dwa lata. Od czerwca 2015 zawodnik Torpedo Niżny Nowogród. Od listopada 2015 do grudnia 2016 zawodnik Nieftiechimika Niżniekamsk. Od grudnia 2016 do końca lutego 2017 ponownie zawodnik Awtomobilista Jekaterynburg. Od maja 2017 ponownie zawodnik Torpedo Niżny Nowogród. Od października do grudnia 2018 był bramkarzem KHL Medveščak Zagrzeb. W styczniu 2019 przeszedł do HC 05 Banská Bystrica. W październiku 2019 został bramkarzem Mołota-Prikamje Perm.
Po sezonie zakończył karierę zawodniczą i w maju 2020 wszedł do sztabu trenerskiego kazachskiego klubu Arłan Kokczetaw (u boku szkoleniowca Władimira Malewicza).

## Sukcesy
Klubowe
- Złoty medal mistrzostw Słowacji: 2019 z HC 05 Bańska Bystrzyca

Indywidualne
- KHL (2013/2014):
  - Mecz Gwiazd KHL[16]
  - Czwarte miejsce w klasyfikacji meczów bez straty gola w sezonie zasadniczym: 6
  - Pierwsze miejsce w klasyfikacji średniej goli straconym na mecz w turnieju Puchar Nadziei: 1,52
  - Pierwsze miejsce w klasyfikacji średniej goli straconym na mecz w turnieju Puchar Nadziei: 93,9%
- KHL (2015/2016):
  - Piąte miejsce w klasyfikacji skuteczności interwencji w sezonie zasadniczym: 93,8%